# قطعنامه ۶۱۲ شورای امنیت
قطعنامه ۶۱۲ شورای امنیت سازمان ملل متحد که در تاریخ ۰۹ مه ۱۹۸۸ (۱۹ اردیبهشت ۱۳۶۷) تصویب شد، سندی بین‌المللی دربارهٔ ایران-عراق است. این قطعنامه طی نشست ۲۸۱۲ام با ۱۵ رای موافق، ۰ مخالف و ۰ ممتنع تصویب شد.

## پیشینه
در پی حملات شیمیایی عراق به ایران، در طول جنگ ایران و عراق، ایران اعتراض خود را با نامه‌هایی به سازمان ملل و شورای امنیت اعلام کرد. در تاریخ ۱۸ و ۲۴ مارس ۱۹۸۸، حکومت ایران مدعی شد که عراق، علاوه بر مناطق جنگی، مناطق کردنشین نیز مورد حمله شیمیایی قرار گرفته است. در ۲۵ مارس همان سال، هیئتی از سوی دبیر کل سازمان ملل متحد، به ایران اعزام شد تا این ادعا را بررسی نمایند. در مقابل عراق نیز مدعی استفاده متقابل ایرانی‌ها از سلاح شیمیایی شد و از سازمان ملل خواست تا مصدومات حملات شیمیایی عراقی در بغداد مورد بازرسی و معاینه قرار گیرند. در ۱۴ آوریل ۱۹۸۸، گزارش هیئت اعزامی سازمان ملل پس از سفر به دو کشور ایران و عراق، آماده شد و تقدیم دبیر کل گردید. در متن این نامه کارشناسی به موارد زیر اشاره شده بود:
- در جنگ ایران و عراق از سلاح شیمیایی، با وجود ممنوعیت استفاده از آن بر طبق پروتکل ۱۹۲۵ ژنو، به طور گسترده‌ای استفاده شده است.[۲]
- از سلاح شیمیایی در هر دو کشور ایران و عراق استفاده شده است. اما عاملیت ایران یا عراق در حملات شیمیایی، مورد تصریح قرار نگرفت.[۳]

## تصویب قطعنامه
پس از وصول گزارش گروه اعزامی سازمان ملل، شورای امنیت در طی قطعنامه شماره ۶۱۲، استفاده از سلاح شیمیایی در جنگ ایران و عراق را محکوم کرد و هر دو طرف را به رعایت تعهدات بین‌المللی خود در ممنوعیت استفاده از سلاح‌های شیمیایی و گازهای خفه‌کننده دعوت کرد.‌ این قطعنامه توسط آلمان، بریتانیا و ژاپن تهیه شد و با اتفاق آرا، تصویب شد.

## پیامدها و انتقادها
رسانه‌های ایرانی، پیام سازمان ملل و مفاد این قطعنامه را با وجود شواهد گسترده از استفاده نیروهای عراقی در کشتار مردم حلبچه را غیر مسئولانه دانستند. این رسانه‌ها، این قطعنامه را «ضعیف» معرفی کردند و از همین رو دولت عراق، پس از این قطعنامه همچنان از سلاح شیمیایی استفاده کرد.‌یکی‌ دیگر از انتقادهای ایرانی‌ها، پاسخ دیرهنگام سازمان ملل به اعزام نیروهای کارشناس برای بررسی صحنه‌های نبرد شیمیایی بود. مساله ای که در متن کارشناسان سازمان نیز مورد تاکید قرار گرفته بود.
چندی پس از صدور این قطعنامه،‌ نمایندگی ایران در نامه روز ۲۶ خرداد ماه سال ۱۳۶۷ خود به دبیرکل سازمان ملل با یادآوری مفاد قطع‌نامه «۶۱۲» شورای امنیت، ناراضی شدید جمهوری اسلامی ایران را از قصور سازمان ملل در پاسخ به درخواست‌های ایران مبنی براعزام تیم کارشناسان برای تحقیق درباره‌ی استفاده‌ مجدد عراق از سلاح‌ های شیمیایی- که به قتل رساندن و جراحت بیش از ۵۳۷ نفر انجامید و ناقض بند ۳ قطع‌نامه‌ی «۶۱۲» است – اعلام کرد.